# Linea M5 (metropolitana di Istanbul)
La linea M5 della metropolitana di Istanbul, ufficialmente denominata linea metropolitana M5 Üsküdar–Çekmeköy (in turco M5 Üsküdar–Çekmeköy metro hattı), è una linea di trasporto rapido del sistema di metropolitane di Istanbul, in Turchia. Inaugurata parzialmente nel dicembre 2017, essa è la seconda linea di trasporto rapido sul lato asiatico di Istanbul, dopo la linea M4, la quale è entrata in servizio dall'agosto 2012. Inoltre, è la prima linea di trasporto rapido senza conducente in Turchia.

## Storia
La costruzione della linea, che corre in direzione ovest-est tra Üsküdar e Çekmeköy, è lunga 16,9 chilometri e possiede 16 stazioni, e della sua linea di collegamento al deposito con una lunghezza di 3 km è iniziata il 20 marzo 2012. Con un costo previsto di circa 564 milioni di euro, la linea è stata costruita dal Doğuş Construction Group. L'apertura era prevista per maggio 2015; tuttavia, il giorno di apertura previsto è stato poi rivisto al 20 settembre 2016, fino a quando non è diventato chiaro che non sarebbe stato aperto in quel momento. Secondo le notizie della TV turca nel novembre 2016, metà della linea M5 (Üsküdar - Ümraniye) sarebbe stata aperta nel gennaio 2017, con treni senza conducente, e poi all'inizio del 2017 la nuova data di apertura è stata fissata per il 22 marzo, a condizione che non ci fossero ulteriori ritardi. ma nell'aprile 2017 la data di apertura era stata ulteriormente posticipata al 30 agosto 2017, Successivamente la data dell'apertura è stata ulteriormente posticipata, prima al 14 settembre 2017 e poi al 29 ottobre 2017. Infine la linea è stata aperta il 15 dicembre 2017.
I piani precedenti per estendere in futuro la M5 sino all'aeroporto Sabiha Gökçen sono stati annullati, mentre è stato deciso di estendere sino a questo aeroporto la linea M4, cosa che è avvenuta nell'ottobre del 2022.
Il 16 Marzo 2024 è stata aperta la tratta Çekmeköy – Samandira Merkez eccetto la stazione Sancaktepe Şehir Hastanesi ancora da completare.

## Stazioni
La M5 ha un totale di 20 stazioni. Insieme a queste stazioni, ne sono previste altre 8 all'interno del prolungamento verso est fino a Sultanbeyli. Tutte le stazioni sono dotate di barriere protettive con porte automatiche, che si aprono solo quando il treno è fermo al binario.